# Litophyton ramosum
Litophyton ramosum är en korallart som först beskrevs av Jean René Constant Quoy och Joseph Paul Gaimard 1833.  Litophyton ramosum ingår i släktet Litophyton och familjen Nephtheidae. Inga underarter finns listade i Catalogue of Life.